# Buzz Bombers
Buzz Bombers è un videogioco edito nel 1982 da Mattel Electronics per la console Intellivision, di genere sparatutto a schermata fissa. Sebbene sulla confezione appaia riportata la scritta "1 or 2 can play", il titolo è utilizzabile esclusivamente da un unico giocatore.
In origine avrebbe dovuto essere un advergame, infatti la compagnia realizzò su cartuccia un prototipo nel quale appariva il marchio Raid, proprio di una nota linea di prodotti insetticidi della S.C. Johnson, multinazionale chimica statunitense, la quale, tuttavia, dopo aver testato il gioco, ne rifiutò il commissionamento perché insoddisfatta.
La sua versione emulata è inclusa all'interno di Intellivision Lives!, compilation uscita prima nel 1998 su Microsoft Windows e Macintosh, poi nel biennio 2003-2004 su Xbox, PlayStation 2 e Gamecube, e infine nel 2010 su Nintendo DS. La stessa è stata resa giocabile anche su Xbox 360 attraverso Game Room per Xbox Live, oltre che sul defunto servizio PC Games for Windows – Live. Recentemente venne contenuta dentro Intellivision Collection 1, primo volume della raccolta di giochi Intellivision per la console portatile dedicata al retrogaming Evercade.

## Modalità di gioco
Ispirato vagamente a Centipede, Buzz Bombers prevede il movimento orizzontale di una bomboletta spray di insetticida, con la quale, sparando un solo spruzzo alla volta, occorre colpire le api che scendono volando a zig-zag verso il basso, fino ad arrivare alla base della schermata, rappresentata da una striscia d'erba. Gli insetti sono di due tipi, ovvero worker, gialli, e killer, bianchi e più rapidi.
Quando un insetto viene colpito, genera nel punto in cui si trova un alveare, che può essere a sua volta distrutto con l'insetticida e se si trova sulla traiettoria di un'altra ape causa uno spostamento immediato di quest'ultima. Quando un'ape raggiunge la base della schermata, nel punto in cui atterra nascono dei fiori che limitano lo spazio disponibile per i movimenti della bomboletta, rendendo più difficile la sessione. Durante ogni livello entra in scena un colibrì blu, il quale vola sullo schermo indipendentemente dai comandi di gioco, elimina gli alveari e non deve essere colpito con l'insetticida; se lo si colpisce per sbaglio troppe volte, diventa verde e scappa.
Ogni livello si completa neutralizzando tutte le api; non è invece necessario eliminare tutti gli alveari, ed all'inizio di ogni nuovo livello rimangono presenti gli alveari non colpiti nel livello precedente, mentre i fiori scompaiono. Il game over avviene quando si esaurisce l'insetticida disponibile prima di eliminare tutte le api di un livello: si hanno a disposizione in totale tre bombolette, quella iniziale più altre due, ogni bomboletta contiene 56 colpi e la bomboletta in uso di volta in volta viene ricaricata ad ogni livello superato.
Esiste anche una condizione per cui un'ape, incastrandosi fra un alveare e il bordo dello schermo, può formare un'arnia che, se colpita, fornisce un alto punteggio.
Dopo il quinto e il decimo livello si susseguono dei brevi intermezzi.

## Musica
Il tema principale arrangiato a 8-bit di Buzz Bombers è Il volo del calabrone del compositore russo Nikolai Rimsky-Korsakov.